# Малое Вдовино
Малое Вдовино — деревня в Андреапольском районе Тверской области. Входит в состав Андреапольского сельского поселения.

## География
Деревня расположена в южной части района. Находится на расстоянии примерно 28 км к юго-востоку от города Андреаполь. Ближайшие населённые пункты — деревни Башево и Большое Вдовино.

## История
Деревня Малая Вдовина впервые упоминается на топографической трёхвёрстной карте Фёдора Шуберта, изданной в 1871 году.
На карте РККА 1923—1941 годов обозначена деревня Федораново. Имела 10 дворов.
В советское время входила в Ключевский сельсовет.
До 2005 года деревня входила в состав Козловского сельского округа, с 2005 — в составе Андреапольского сельского поселения.

## Население
| 2002 | 2010 |
| ---- | ---- |
| 0    | →0   |